# 顺呱

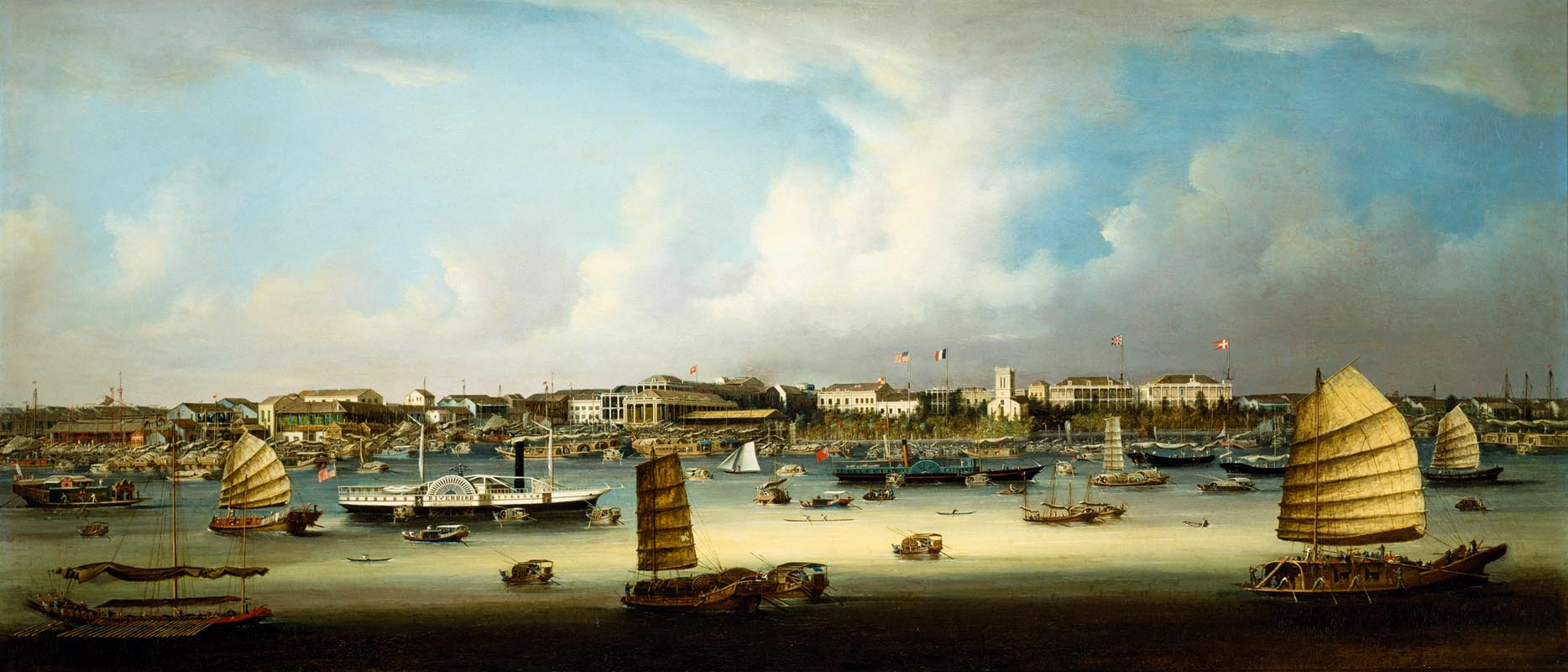
顺呱所創作的1850-1855年的珠江場景的繪畫，背景是廣州十三行

顺呱（英語：Sunqua，活跃于1830年至1870年）是清朝的画家。顺呱居住在广州，曾在广州和澳门工作并建立了工作室。他的繪畫主要出口到欧洲市场。他是19世纪最著名的清朝艺术家之一，以創作有關港口中运输和贸易場景的大型油画而闻名。他的工作室还专注于花卉繪畫，其中大部分都是在米紙上創作。
1838年，他仿照英国画家威廉·贺加斯的作品《A Rake's Progress》创作了六幅画作，该系列作品在米紙上創作，描绘了鸦片摧殘吸食者身體的過程 ，被誉为“中国贺加斯”。1837年，中國叢報将這些作品描述为“我们从未见过的最振奋人心的东西”。此外顺呱还創作了一系列有關赌徒的繪畫。

## 另見
- 關喬昌